# Zimne światło dnia
Zimne światło dnia (ang. The Cold Light of Day) – amerykańsko-hiszpański thriller z 2012 roku w reżyserii Mabrouka El Mechriego. W filmie występują Bruce Willis, Sigourney Weaver i Henry Cavill.
Premiera filmu w Wielkiej Brytanii odbyła się 6 kwietnia 2012 roku. W Polsce premiera filmu odbyła się 3 sierpnia 2012 roku.

## Opis fabuły
Wakacje w Hiszpanii kończą się dla Shawa (Henry Cavill) tragicznie. Cała jego rodzina zostaje porwana przez agentów wywiadu.

## Obsada
- Henry Cavill jako Will Shaw
- Sigourney Weaver jako Jean Carrick
- Bruce Willis jako Martin Shaw
- Verónica Echegui jako Lucia
- Caroline Goodall jako pani Shaw
- Rafi Gavron jako Josh
- Lolo Herrero jako Reynaldo
- Mark Ullod jako Vicente
- Emma Hamilton jako Dara
- Joseph Mawle jako Gorman
- Michael Budd jako Esmael
- Alex Amaral jako Cesar
- Jim Piddock jako Meckler
- Paloma Bloyd jako Cristiana

i inni